# 珠點蛙鳚
珠點蛙鳚（學名：Istiblennius meleagris），又稱珠點動齒鳚，為輻鰭魚綱鳚形目䲁科蛙䲁屬的一種，分布於西太平洋澳洲昆士蘭至西澳大利亞海域，深度可達2公尺，本魚體延長形，稍側扁，頭鈍短，雄、雌魚頭頂具冠膜，無頸鬚，上下唇平滑，無犬齒，背鰭具缺刻，背鰭與尾柄相連，臀鰭不與尾柄相連，淺棕色至深暗棕色的鶇魚，頭部和身體上有許多淺色的小斑點，沿著側面並延伸到背鰭基部有一系列不規則的、或多或少成對的斷裂帶，雄魚背鰭上有斜條紋，雌魚有深色斑點，背鰭硬棘12-14枚、背鰭軟條17-21枚、臀鰭硬棘2枚，臀鰭軟條17-21枚，體長可達15公分，棲息於沿岸潮間帶礁石潮池及紅樹林半鹹水水域，遇到危險時會以一進一退的方式在潮池間跳躍，雌魚產附著性卵，雄魚有護卵行為，生活習性不明。